# أراشتوجامي
أراشتوجامي أو أراهيتوكامي (بالإنجليزية: Arahitogami)‏، (باليابانية: 現人神)، هي كلمة يابانية تعني كامي (أو إله) وهو إنسان. ظهرت هذه الكلمة لأول مرة في نيهون شوكي أو السجلات اليابانية (حوالي 720) في كلمة قالها الأمير الياباني ياماتو تاكيرو، قال: «أنا ابن أراهيتوكامي»، أي أنا ابن الإله أو كامي. ويقال أنها تعني «الإلهي أو تجسد الإله».